# Satyrus hanifa
Satyrus hanifa är en fjärilsart som beskrevs av Alexander von Nordmann 1851. Satyrus hanifa ingår i släktet Satyrus och familjen praktfjärilar. Inga underarter finns listade.